# نيكولا بيتكوفيتش
نيكولا بيتكوفيتش (بالصربية: Никола Петковић)‏ (مواليد 28 مارس 1986 في نوفي ساد - يوغوسلافيا) لاعب كرة قدم بدأ نيكولا كرة القدم شابًا في نادي فوجفدينا في صربيا تحت إشراف المدرب اليكس مدرب الأهلي سابقاً الذي استطاع أن يكتشف موهبته ويطورها إلى أن وصل إلى منتخب صربيا تحت 21 سنة حيث لعب خمس عشرة مباراة دولية سجل فيها ثلاثة أهداف، ومن هناك انطلقت مسيرته الاحترافية حيث انتقل إلى تركيا ليلعب لنادي جنسلبرليق موسم 2007 ـ 2008 ثم انتقل إلى ردستار الصربي ليلعب له موسم 2008 ـ 2009 ثم انتقل إلى نادي انتراخت فرانكفورت الألماني موسم 2009 ـ 2010 ثم تمت إعارته لنادي توم الروسي عام 2010 وعاد هذا الموسم 2011 ليلعب لناديه انتراخت فرانكفورت الألماني ومثله في آخر مباراة له في 21 يناير الماضي قبل أن يوافق على الانتقال بالإعارة للنادي الأهلي في موسم 2011 ، ويمتاز نيكولا بالقوة والصلابة والسرعة وألعاب الهواء والكرات الحرة وخلال مسيرته في الأندية التي شارك معها لعب في متوسط الدفاع والظهير الأيسر.

## روابط خارجية
- نيكولا بيتكوفيتش على موقع اتحاد تركيا (لاعب) (الإنجليزية)
- نيكولا بيتكوفيتش على موقع قاعدة بيانات كرة القدم.إي يو (الإنجليزية)
- نيكولا بيتكوفيتش على موقع بيانات كرة القدم. دي إي (الألمانية)
- نيكولا بيتكوفيتش على موقع Soccerway.com (الإنجليزية)
- نيكولا بيتكوفيتش على موقع عالم كرة القدم.نت (الإنجليزية)
- نيكولا بيتكوفيتش على موقع كووورة